# レディシノワズリ
『レディ　シノワズリ』は、波津彬子による日本の漫画作品。『月刊フラワーズ』（小学館）にて連載され、単行本は全2巻。

## あらすじ
モノの分かった子供で抜け目のないウィリアム・エヴァレットは、従兄弟のチャールズに連れられていった屋敷で、金髪碧眼の美女に出会う。不思議な彼女とは、成長していく過程で幾度も邂逅を果たすも、その正体に迫ることは出来ずにいた。

## 登場人物
レディシノワズリ
長い金髪に青い瞳を持つ、中国服を纏った美女。ミス・ブラント、ミス・フェネルなど様々な名前を使い分けており、レディシノワズリもウィリアムがそう付けただけで、本名は不明。様々な時代の様々な人々に関わるが、その度に姿形は全く変わっていない。時を超えて何かを探しているらしい。
ウィリアム・エヴァレット
子供の頃に出会ったレディシノワズリが忘れられず、人生目標が「彼女に会うこと」になった少年。青年を経て成人していく過程で、幾度か彼女に出会っており、その度に不思議な出来事に遭遇している。しっかり者で抜け目のない性格の持ち主。
ハク
レディシノワズリが現れる先々で、彼女と共に現れる白い虎。見える人と見えない人がいるが、ウィリアムには懐いている。
チャールズ・エヴァレット
ウィリアムの年の離れた従兄。少々道楽者でうわついた性格であるため、厳格な父親に何度かか勘当されかかっている。
ヒュー・ブラックバーン
ウィリアムの友人。画家志望。かなりの美少年だが、本人は絵にしか興味はない。
リンジー・カーター
黒髪の美女でウィリアムの友人。中国人の血が1/4入ったクオータ。子供の頃、レディシノワズリに出会っており、窮地を救われたことがある。
ガートルード・オブライエン
ウィリアムの友人で眼鏡をかけた美女。曾祖父譲りの中国骨董好きで、骨董に興味のない兄に変わって遺産を護ろうとしている。やや気が強い性格。

## 書誌情報
- 波津彬子 『レディ　シノワズリ』 《フラワーコミックススペシャル》（A5判） 全2巻
  1. 2011年10月12日発売（収録：Vol.1 チャールズの窮地／Vol.2 ヒュー少年の悩み／Vol.3 中国のおじいさん／Vol.4 リンジーの虎／Vol.5 ガートルードの思惑〈前・後編〉／Vol.6 コンスタンティアの思い出｜月刊フラワーズ 2010年7月号 - 2011年9月号）、ISBN 978-4-09-134159-4
  2. 2013年4月15日発売（収録：Vol.7 バルフォア家の幽霊／Vol.8 ガートルードの縁談／Vol.9 オブライエン氏の憂鬱／Vol.10 リンジーの困りごと／Vol.11 アデルの夢／Vol.12 ジェイムズ・ダフ・ダフの鳥籠／Vol.13 別れ｜月刊フラワーズ 2012年1月号 - 2013年3月号）、ISBN 978-4-09-135338-2